# Pannonische Universität

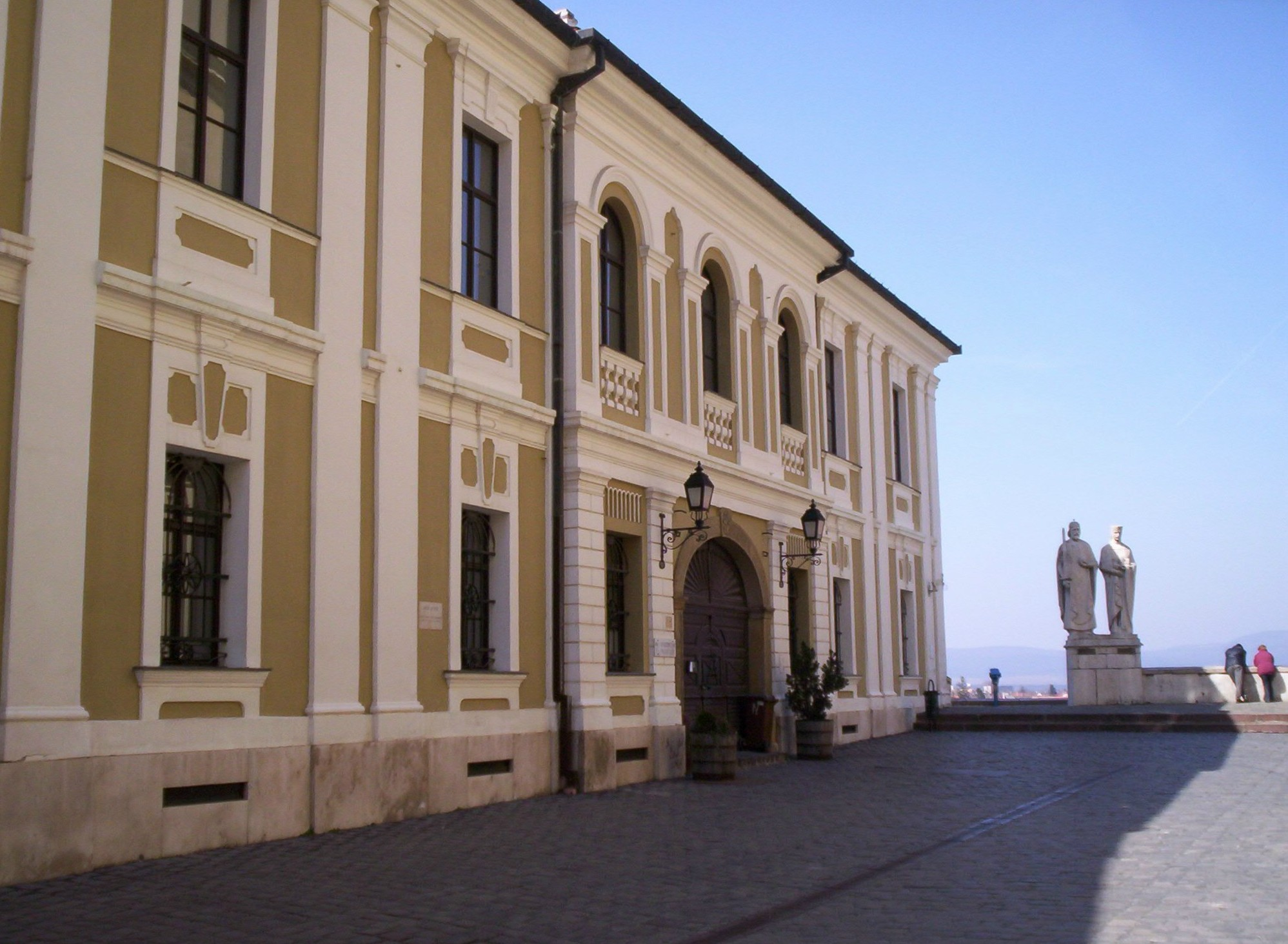
Ein Institutsgebäude der Pannonischen Universität Veszprém auf der Veszprémer Burg

Die Pannonische Universität Veszprém (ungarisch: Pannon Egyetem, lateinisch: Universitas Pannonica) ist eine staatliche Universität in Ungarn. Ihr Sitz und Hauptcampus befinden sich in der Stadt Veszprém; ein weiterer wichtiger Campus befindet sich in Keszthely und Nagykanizsa. Derzeitiger Rektor der Universität ist András Gelencsér.

## Geschichte
Als offizielles Gründungsdatum der Universität gilt 1794. Der Campus Veszprém ging aus der am 16. Juni 1949 gegründeten, ehemaligen Fakultät für Chemie der Technischen Universität Budapest hervor und wurde 1951 eine eigenständige Universität mit dem Namen Universität für chemische Industrie Veszprém. Aufgrund ihres inzwischen erheblich erweiterten Fächerspektrums wurde die Hochschule 1990 in Universität Veszprém (Veszprémi Egyetem) umbenannt. Mit der Integration der Agrarwissenschaftlichen Fakultät Georgikon in Keszthely und nunmehr mehreren Hochschulstandorten in Mittel- und Westtransdanubien erhielt sie am 1. März 2006 ihren heutigen Namen. Der Name der Universität bezieht sich auf das Pannonische Becken.

### Rektoren
Die Universität hatte seit ihrer Gründung vierzehn Rektoren:
| - 1949–1952: Károly Polinszky (Dekan) - 1952–1953: Endre Bereczky (Dekan) - 1953–1954: Ernő Nemecz (Dekan) - 1954–1963: Károly Polinszky (Rektor ab '62) - 1964–1966: Antal László - 1966–1971: Pál Káldi - 1971–1980: Ernő Nemecz | - 1980–1981: János Inczédy - 1981–1989: Bálint Heil - 1989–1995: János Liszi - 1995–1998: István Győri - 1998–2007: Zoltán Gaál - 2007–2011: Ákos Rédey - 2011–2015: Ferenc Friedler - Seit 2015: András Gelencsér |

## Fakultäten
- Fakultät für Neuphilologie und Gesellschaftswissenschaften
- Fakultät für Ingenieurwissenschaften
- Fakultät für Wirtschaftswissenschaften
- „Georgikon“ -Fakultät für Agrarwissenschaften
- Fakultät für Informatik